# Norbergite
La norbergite è un minerale appartenente al gruppo dell'humite.
La grothina o grothite è non è stata accettata come specie minerale nel 1981 in quanto è stata riconosciuta come equivalente alla norbergite.